# 双溪峇甲
双溪峇甲，是马来西亚槟城州威南县东部的一个市郊。南有双溪爪夷，北有新邦安拔。当地居民以华人居多。

## 教育
此区仅有三所国民型华文小学，大部分华裔学生就读于威南日新国民型华文中学及华都中学。

### 学校
- 崇光国民型华文小学（SJKC Chong Kuang）
- 华都村国民型华文小学（SJKC Kampung Valdor）
- 爪夷村国民型华文小学（SJKC Kampung Jawi）
- 双溪峇甲国民小学（SK Sungai Bakap）
- 百合花园国民小学（SK Bakap Indah）
- 双溪峇甲国民型淡米尔小学（SJKT Sungai Bakap）
- 华都园丘国民型淡米尔小学（SJKT Ladang Valdor）
- 华都国民中学（SMK Valdor）
- 敦雪赛峇拉峇国民中学（SMK Tun Syed Sheh Barakbah）

## 基建
双溪峇甲拥有一间医院、巴刹、警察局、消拯局等设施，毗邻亦有珍珠城购物中心。

### 玉皇大帝庙

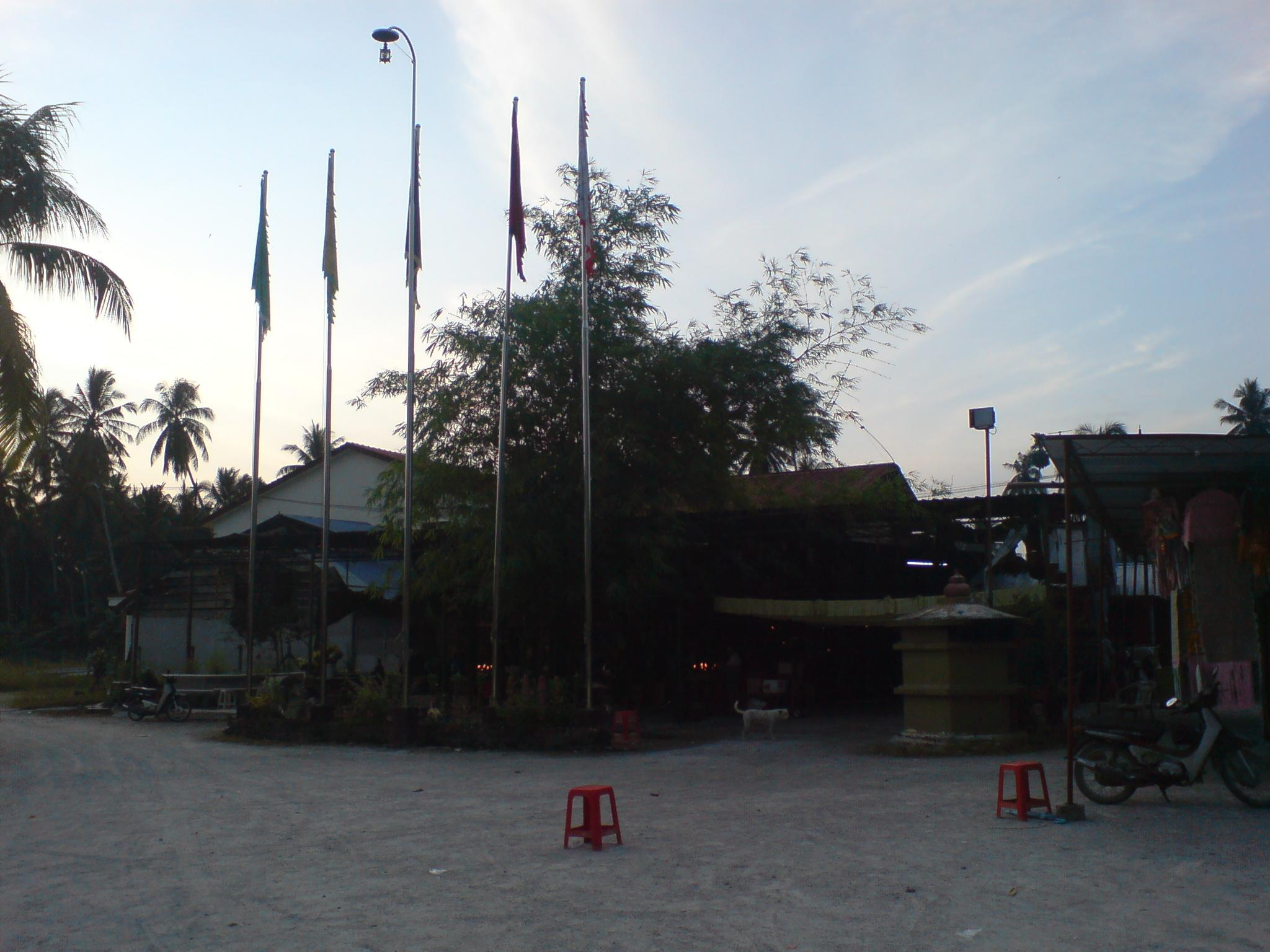
外观

### 双溪峇甲巴刹

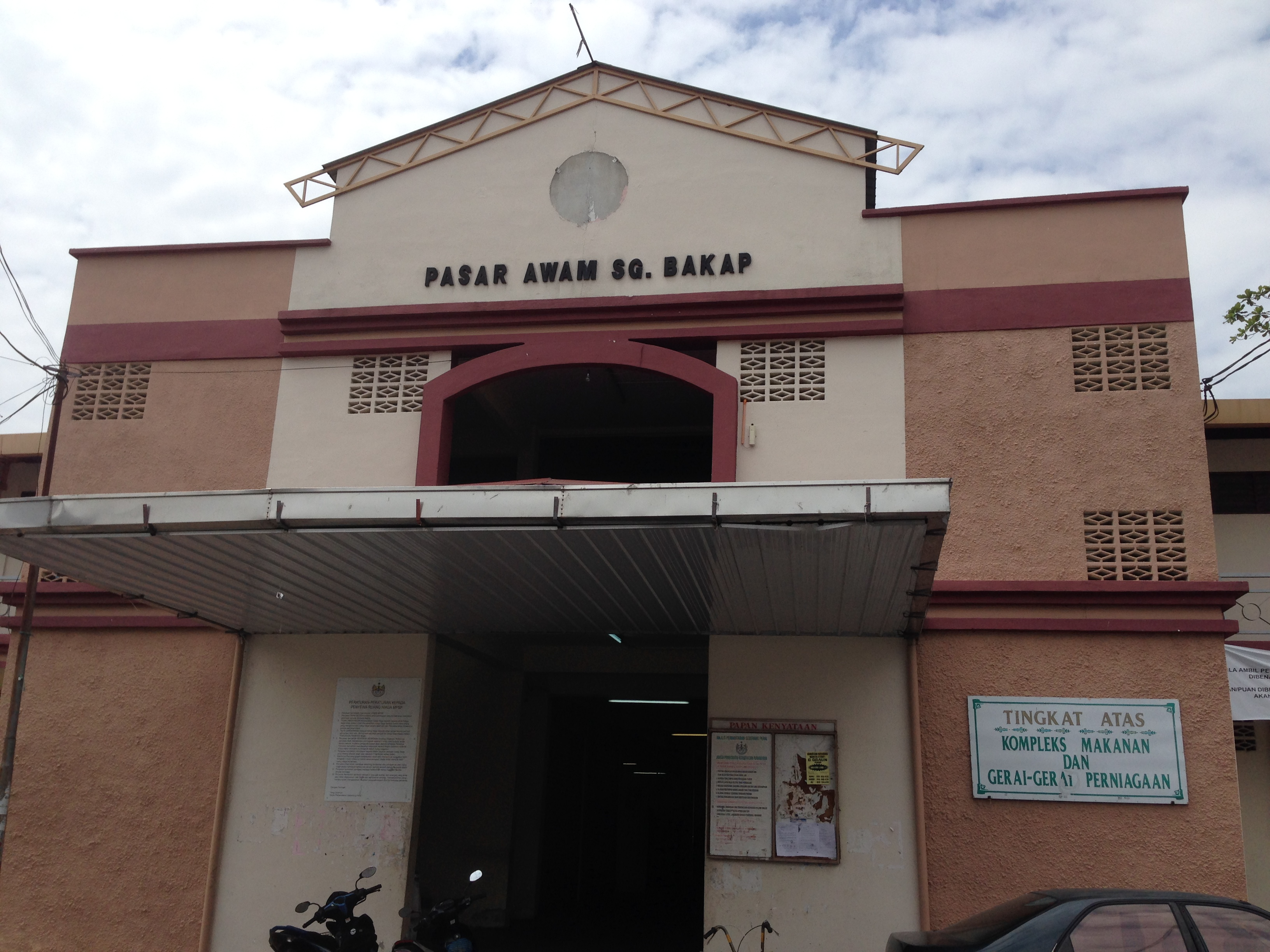
巴刹

## 交通
联邦公路1号经过此区。

## 花园/甘榜
- Kampung Jalan Stesen
- Kampung Titi Hitam
- Kampung Masjid Baru
- 爪夷村
- 五公司
- 华都村

## 名人

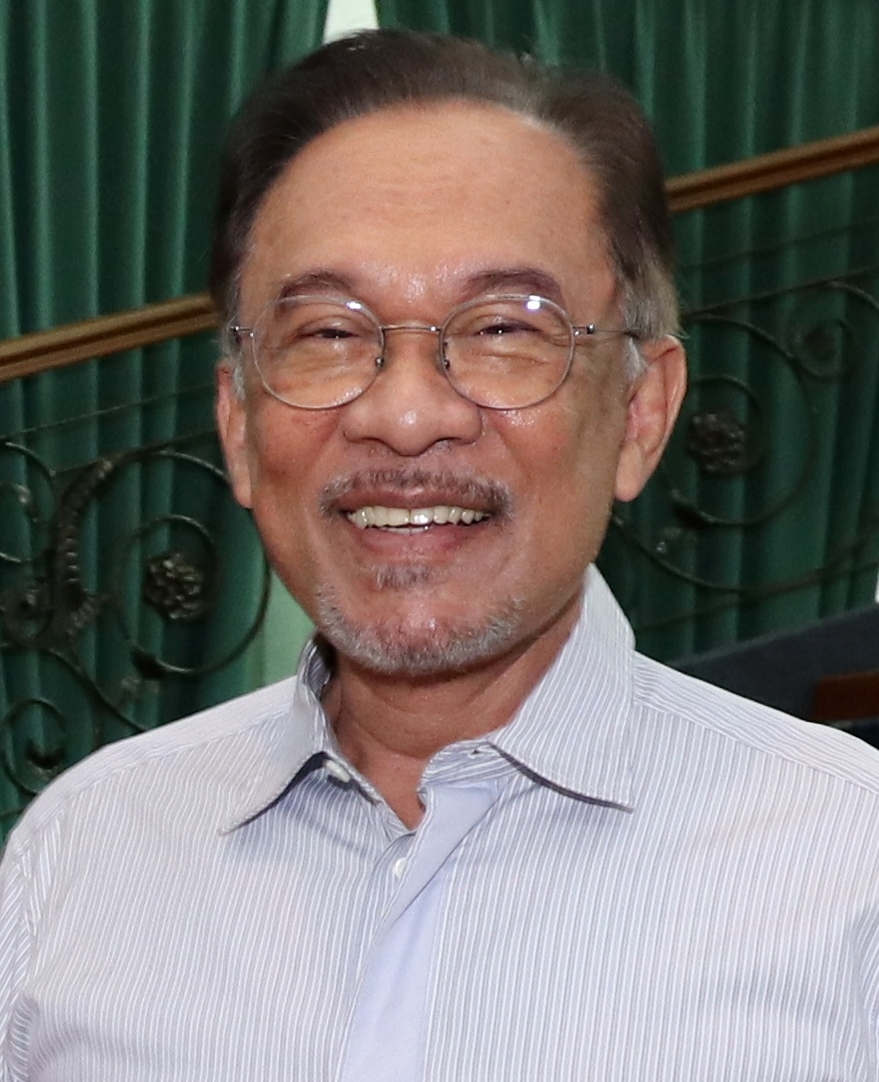
马来西亚第十任首相安华·依布拉欣

- 阿末弗兹（第八任槟城州元首）